# Shadda-Bi-Boran
A Shadda-Bi-Boran a Csillagok háborúja elképzelt univerzumának egyik bolygója. 

## Történelme
|  | Alább a cselekmény részletei következnek! |

Hosszú, békés időszak eltelte után a bolygó központi csillaga, a Shadda halványodni kezdett, megfosztva az élőlényeket az éltető napsugárzástól. Az időjárás drasztikusan megváltozott és földrengések voltak mindenfelé.
Más bolygók összefogásával evakuálni kezdték a lakosságot más bolygókra. Ebben a munkában a fiatal, 7-8 éves Padmé Amidala is részt vett a „Menekülteket segítő mozgalom” keretein belül (az eredetiben: Refugee Relief Movement). Ennek keretében utazott a bolygóra és ott egy segítő csoportban dolgozott. A zöldes bőrű bennszülöttek egyike volt N'a-kee-tula is, akivel Padmé Amidala személyesen találkozott.
Shaddai selyemből kézzel szőtt kendők és karszalagok voltak azok a tárgyak, melyek megvásárlásával és viselésével a galaxis gazdagabb polgárai együttérzésüket fejezték ki a szerencsétlen bolygó lakosaival, és az így befolyt összegből azt a kutatást finanszírozták, ami a bennszülöttek életéhez szükséges különleges enzim mesterséges előállításának módját kereste.
A menekültek azonban képtelenek voltak más, hasonló sugárzású bolygókon alkalmazkodni, mivel a véráramukban keringő mérgek megtisztításához arra az enzimre volt szükségük, ami csak a Shadda napsugárzásában működött, így ennek hiányában fajuk teljesen kihalt.
Amikor az utolsó, menekülteket szállító hajó is elhagyta a fagyossá váló bolygót, már ismert volt, hogy a más bolygókra korábban telepített bennszülöttek meghaltak, ennek tudatában az utolsó száz menekült visszautasította, hogy a későbbi kutatások reményében lefagyasszák őket, és néhány hónapon belül mindannyian meghaltak.
A központi csillag szupernóvává vált és elpusztította a bolygót Y. e. 38 -ban.
|  | Itt a vége a cselekmény részletezésének! |

## Megjelenése a filmekben
Egyik filmben sem jelenik meg, bár A klónok támadása című filmben eredetileg benne lett volna, de a jelenetet kivágták.

## Megjelenése könyvekben
A klónok támadása című film könyvváltozatában megemlítik.
A Halálcsillag című könyvben hivatkoznak egy bolygóra ebben a rendszerben, aminek a csillaga megsemmisült.